# Родељ
Родељ је насеље у општини Лепосавић на Косову и Метохији. Припада месној заједници Лепосавић. Ово село се налази на 7 km северно од Лепосавића на југозападним обронцима Копаоника. Куће су лоциране око сеоског пута и реке. Кроз село пролази макадамски пут Лепосавић-Стануловиће. Надморска висина села је 620 метара. У корену назива села је реч род  што значи место на којем добро роде – успевају жита, воће и поврће. У селу, поред пута, постоје остаци мале цркве очувани су зидови зидани од тесаног камена, у висини од два метра.

## Демографија
- попис становништва 1948: 112
- попис становништва 1953: 124
- попис становништва 1961: 137
- попис становништва 1971: 119
- попис становништва 1981: 100
- попис становништва 1991: 61

У насељу 2004. године живи 43 становника. Родови који живе у овом селу су :Аксентијевићи, Милојевићи, Савићи, Милосављевићи, Јоковићи.